# EUniverCities
EUniverCities – działająca od 2012 roku europejska sieć miast, w których władze miasta oraz uniwersytety współpracują ze sobą, aby zapewnić miastom wiedzy lepszą widoczność w Europie. Sieć została zainspirowana strategią „Europa 2020" na rzecz inteligentnego, zrównoważonego i sprzyjającego włączeniu społecznemu rozwoju.
Członkami sieci są następujące miasta i uniwersytety:
- Aalborg oraz Aalborg Universitet, Dania
- Aveiro oraz Universidade de Aveiro, Portugalia
- Delft oraz TU Delft, Holandia
- Gandawa oraz Universiteit Gent, Belgia
- Lozanna oraz UNIL Université de Lausanne, Szwajcaria
- Linköping oraz Linköping Universitet, Szwecja
- Lublin oraz Uniwersytet Marii Curie-Skłodowskiej, Polska
- Magdeburg oraz Otto-von-Guericke-Universität Magdeburg i Hochschule Magdeburg-Stendal, Niemcy
- Norrköping oraz Linköping Universitet – Campus Norrköping, Szwecja
- Parma oraz Università degli Studi di Parma, Włochy
- Tampere oraz Tampereen Teknillinen Yliopisto, Finlandia
- Trondheim oraz NTNU Norges Teknisk-Naturvitenskapelige Universitet, Norwegia
- Warna wraz ze swoimi szkołami wyższymi, Bułgaria